# Dumalinao
Dumalinao ist eine philippinische Stadtgemeinde in der Provinz Zamboanga del Sur. Sie hat 32.013 Einwohner (Zensus 1. August 2015).

## Baranggays
Dumalinao ist politisch in 30 Baranggays unterteilt.
| - Anonang - Bag-ong Misamis - Bag-ong Silao - Baga - Baloboan - Banta-ao - Bibilik - Calingayan - Camalig - Camanga - Cuatro-cuatro - Locuban - Malasik - Mama (San Juan) - Matab-ang | - Mecolong - Metokong - Motosawa - Pag-asa (Pob.) - Paglaum (Pob.) - Pantad - Piniglibano - Rebokon - San Agustin - Sibucao - Sumadat - Tikwas - Tina - Tubo-Pait - Upper Dumalinao |